# Їдиш-театр Дори Вассерман
45°29′20″ пн. ш. 73°38′09″ зх. д. / 45.4888° пн. ш. 73.6359° зх. д.
Їдиш-театр Дори Вассерман — філія Сігал-Центру виконавських мистецтв, заснована в Монреалі в 1958 році Дорою Вассерман (червень 1919 — грудень 2003), українсько-єврейсько-канадійської актрисою, драматургинею і театральною режисеркою.
Першою п'єсою театру була «Корчмар». Протягом чотирьох десятиліть Вассерман поставила понад 70 вистав. В одній рецензії говорилося, що «найуспішнішою з них була A Bintel Brief, заснована на листах іммігрантів до колонки порад Jewish Daily Forward», посилаючись на ідишомовну газету.
Меатр Дори Вассерман — один із небагатьох театрів на їдиш, що залишилися у світі.